# Ali Khousrof
Ali Khousrof (né le 5 mars 1992 à Sana'a au Yémen) est un judoka yéménite.

## Biographie
Ali Khousrof a déjà participé aux Jeux olympiques dans la catégorie des moins de 60 kg à deux reprises. En effet, sa première participation remonte à 2008 où il termine à la 21e place à la suite de son élimination par le Russe Ruslan Kishmakhov en 16e de finale. Il participe également aux Jeux de Londres où il finit 17e à la suite de sa défaite face au Monégasque Yann Siccardi, en 8e de finale.
Outre ses participations olympiques, Khousrof a également participé aux championnats d'Asie de judo où il a pris la 5e place en 2011 et la 7e en 2012. De plus, il remporte la médaille d'or du tournoi des moins de 60 kg aux Jeux panarabes 2011 à Doha au Qatar. Enfin, il a également remporté la médaille d'or des championnats d'Asie des moins de 17 ans en 2007 et la médaille de bronze de ceux des moins de 20 ans en 2009.